# Sulo Salonen

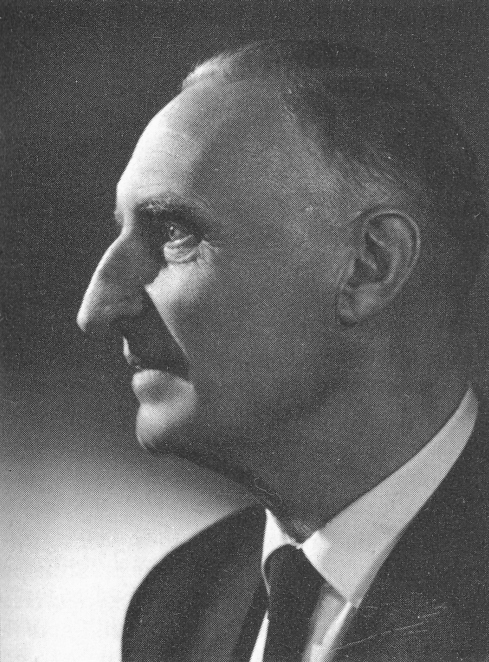
Sulo Salonen.

Sulo Nikolai Salonen, född 27 januari 1899 i Pyttis, död 21 maj 1976 i Pernå, var en finländsk tonsättare och kyrkomusiker. 
Salonen, som 1917–1935 studerade vid Helsingfors konservatorium i flera repriser, verkade som kör- och orkesterledare ("reselärare") för Västnyländska ungdomsringen 1922–1923 och för Östra Nylands sång- och musikförbund 1924–1926. Han var 1929–1948 kantor-organist i Jakobstad och sånglärare vid stadens svenska samskola samt 1952–1954 kantor-organist i Sibbo. I hans produktion märks större och mindre, övervägande kyrkliga körverk samt bland annat orgelkompositioner och kammarmusik. Hans verk utmärks av en polyfon stämföring och han odlade ställvis en avancerad tonalitet. Hans namn var aktat även utomlands, främst i Sverige. Han tilldelades professors titel 1971.